# Rio Dumbrăviţa (Lisa)
O Rio Dumbrăviţa é um rio da Romênia, afluente do Lisa, localizado no distrito de Braşov.